# Вакирхен
Вакирхен (њем. Waakirchen) општина је у њемачкој савезној држави Баварска. Једно је од 17 општинских средишта округа Мисбах. Према процјени из 2010. у општини је живјело 5.525 становника. Посједује регионалну шифру (AGS) 9182134.

## Географски и демографски подаци
Вакирхен се налази у савезној држави Баварска у округу Мисбах. Општина се налази на надморској висини од 759 метара. Површина општине износи 42,3 km². У самом мјесту је, према процјени из 2010. године, живјело 5.525 становника. Просјечна густина становништва износи 131 становника/km².